# Journey to the Center of the Earth (videogioco 1988)
Journey to the Center of the Earth (titolo originale Voyage au centre de la Terre) è un videogioco d'avventura con sottogiochi d'azione ispirato al romanzo Viaggio al centro della Terra, pubblicato nel 1988 per Amiga, Amstrad CPC, Atari ST, Commodore 64 e MS-DOS dalla francese Chip.

## Modalità di gioco
Il giocatore è nei panni di uno scienziato esploratore che nel 1870 discende nelle viscere della Terra partendo dal vulcano Sneffels in Islanda, per raggiungere un misterioso obiettivo indicato da una pergamena del XVI secolo, ma rimane isolato dal resto della spedizione a causa di una frana e deve proseguire da solo. A inizio partita si può scegliere tra quattro possibili personaggi con caratteristiche differenti.
La schermata principale mostra una mappa del sottosuolo in sezione, dove la posizione attuale non è sempre mostrata automaticamente ma può essere stimata. Attorno alla mappa si ha un pannello di legno in stile antico, con vari pulsanti di comando e indicatori delle condizioni psicofisiche e vitali del personaggio e delle riserve di cibo e acqua.
Incidenti casuali, colpi subiti nelle sequenze d'azione e mancanza di rifornimenti logorano la salute del personaggio fino all'eventuale morte e sconfitta.
Tramite i pulsanti delle quattro direzioni si può far avanzare il personaggio nell'esplorazione. Altre funzioni disponibili sono la regolazione di sonno e razioni, il pronto soccorso, la ricerca di acqua, l'esame geologico dello strato di roccia circostante. Il pronto soccorso avviene in una schermata a parte con una sagoma del corpo e una selezione di attrezzature mediche in quantità limitata. L'esame geologico può permettere di stimare la propria posizione e avviene in un'altra schermata dove si confrontano immagini di fossili.
I molti eventi che possono verificarsi durante l'esplorazione vengono descritti con messaggi di testo (per alcune piattaforme il gioco uscì in francese, inglese o tedesco) e occasionalmente con schermate grafiche. Il gioco fa uso di immagini e suoni digitalizzati.
Alcuni eventi si giocano manualmente come sequenze d'azione, che consistono praticamente nel far correre il personaggio a destra e sinistra. Le possibili sequenze sono:
- la risalita di un sentiero a zig-zag lungo una parete rocciosa, evitando pietre cadenti; questa sequenza va affrontata sempre anche appena inizia della partita, quando lo scienziato si separa dal gruppo;
- la raccolta di acqua, prendendo al volo con la borraccia le gocce che cadono dalla volta della grotta ed evitando altre gocce acide; questa sequenza ha luogo quando il giocatore lo desidera per rifornirsi;
- evitare una carica di mammut che si avvicinano verso lo schermo in 3D;
- lotta contro gli pterodattili.